# Marienkapelle (Mainz)

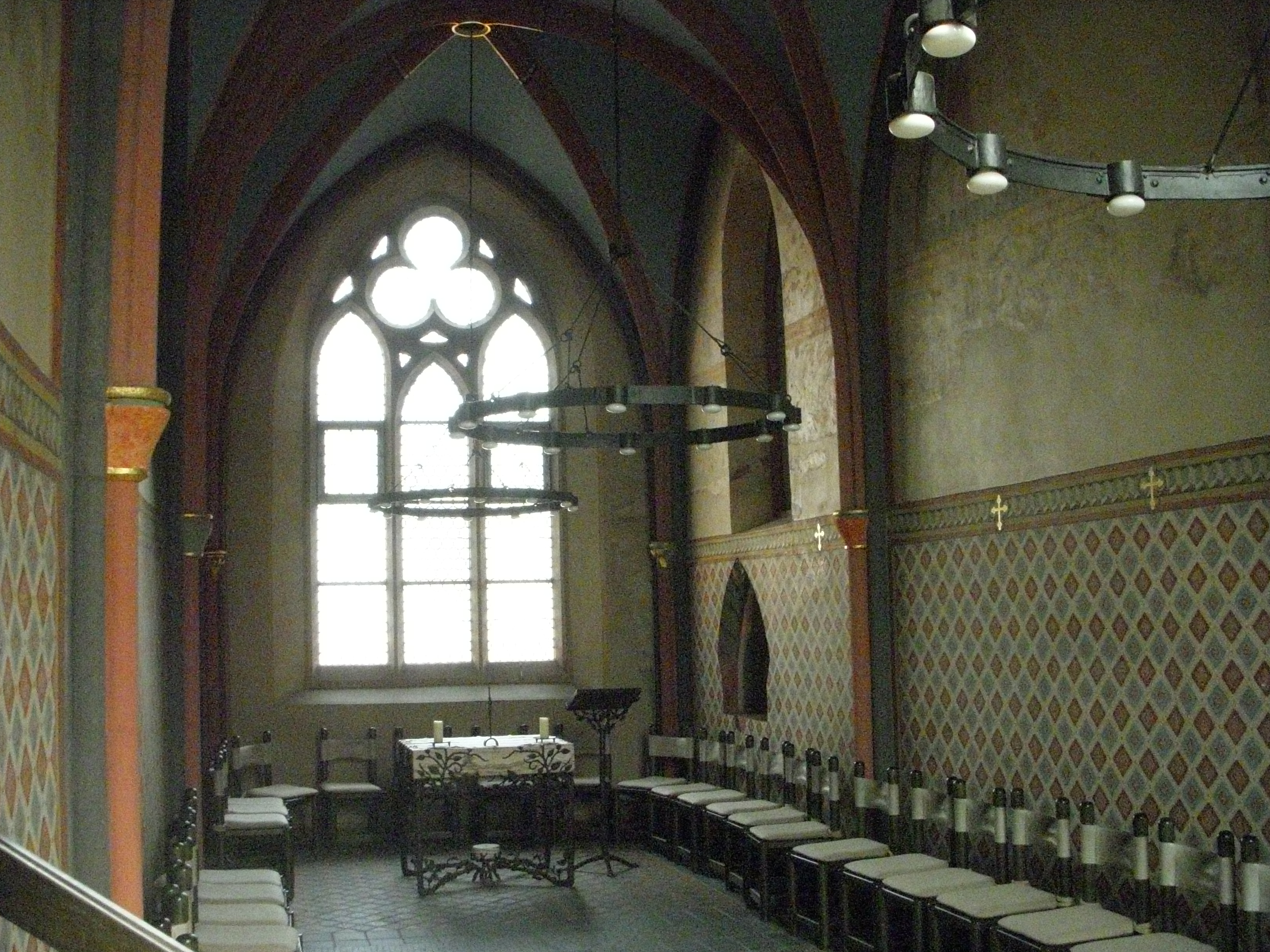
Innenansicht der gotischen Marienkapelle

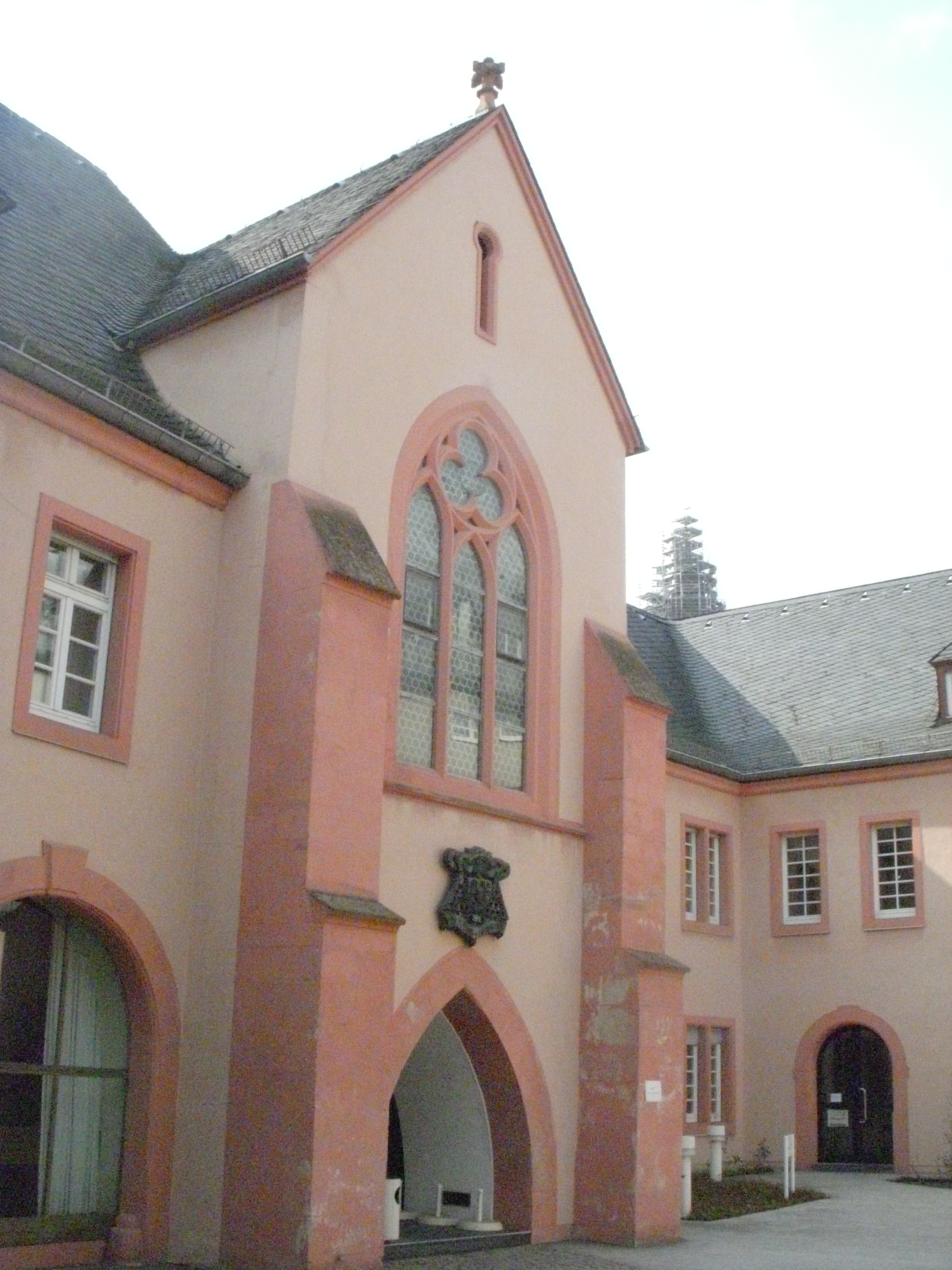
Gotische Marienkapelle im Erbacher Hof

Die Marienkapelle ist eine Kapelle im gotischen Stil in Mainz. Sie befindet sich im Bildungszentrum des Bistums Mainz Erbacher Hof in der Grebenstraße, seit 1177 Stadthof des Zisterzienserklosters Eberbach. Die wiederhergestellte und teilweise rekonstruierte Marienkapelle in dem Mittelbau von 1250 war das Zentrum des ehemaligen Klosterhofes und ursprünglich der hl. Anna geweiht.